# Omécourt
Omécourt ist eine französische Gemeinde mit 203 Einwohnern (Stand 1. Januar 2022) im Département Oise in der Region Hauts-de-France. Die Gemeinde liegt im Arrondissement Beauvais und ist Teil der Communauté de communes de la Picardie Verte und des Kantons Grandvilliers.

## Geographie
Die Gemeinde mit dem Gemeindeteil Épeaux liegt rund zehn Kilometer südöstlich von Formerie im Quellgebiet des Petit Thérain.

## Einwohner
| 1962 | 1968 | 1975 | 1982 | 1990 | 1999 | 2006 | 2011 |
| ---- | ---- | ---- | ---- | ---- | ---- | ---- | ---- |
| 156  | 146  | 151  | 141  | 142  | 149  | 154  | 170  |

## Verwaltung
Bürgermeister (maire) ist seit 2001 Hubert Trancart.

## Sehenswürdigkeiten
- Kirche Saint-Martin
- Kapelle Saint-Martin im Ortsteil Épeaux
- Schloss Omécourt[1]